# David E. Lilienthal

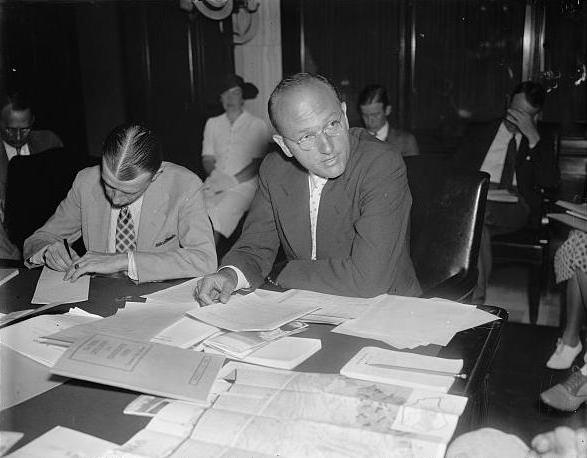
David E. Lilienthal devant une commission d'enquête sénatoriale en 1937.

David Eli Lilienthal (8 juillet 1899 à Morton, Illinois, États-Unis - 15 janvier 1981) est un fonctionnaire américain surtout connu pour avoir dirigé le Tennessee Valley Authority, puis la Commission de l'énergie atomique des États-Unis. Avec le futur Secrétaire d'État Dean Acheson, il signa le rapport Acheson-Lilienthal (publié en 1946) qui esquissait différentes méthodes de contrôle international des armes nucléaires.

## Biographie
Né le 8 juin 1899 à Morton en Illinois aux États-Unis, David Eli Lilienthal est le plus âgé des fils de juifs immigrés de l'Autriche-Hongrie. Sa mère, Minna Rosenak Lilienthal (1874-1956), provient de Szomolány (maintenant Smolenice) en Slovaquie et émigra aux États-Unis à l'âge de 17 ans. Son père Leo (1868-1951) est de la Hongrie, ayant servi plusieurs années dans l'armée hongroise avant d'émigrer aux États-Unis en 1893. Les deux se marièrent à Chicago en 1897, puis déménagèrent à Morton où son père s'occupa d'un magasin de « produits secs »,. Les affaires familiales obligèrent sa famille à régulièrement déménager. Le jeune David vécut dans différentes villes de l'Indiana, surtout à Valparaiso et Michigan City. Même s'il fit sa dernière année scolaire à Gary, il obtint son diplôme de la Elston High School à Michigan City en 1916,.
En mai 1917, fraîchement diplômé du high school, Lilienthal rencontra un jeune avocat qui lui suggéra de tenir un journal intime pour noter ses sentiments, ses émotions, ses réactions. L'idée lui plut et il tint ce journal jusqu'à la fin de sa vie.
Lilienthal suivit des cours à l'université DePauw à Greencastle en Indiana, où il obtint un diplôme universitaire en 1920 et fut reçu dans Phi Beta Kappa. Il prit part à des joutes oratoires et gagna un concours d'État en 1918. Il obtint aussi des succès en tant que boxeur mi-lourd. À l'université DePauw, Lilienthal rencontra sa future femme, Helen Marian Lamb (1896-1999), une collègue née dans l'Oklahoma et emmenagea chez ses parents à Crawfordsville, dans l'Indiana, en 1913. Ils se marièrent à Crawfordsville en 1923. Helen compléta son M. A. au Radcliffe College alors que David était encore étudiant à Harvard.
Après un emploi d'été en 1920 comme journaliste pour le Daily Journal-Gazette à Mattoon en Illinois, Lilienthal commença des cours à la Harvard Law School. Même si ses résultats scolaires furent moyens jusqu'à sa troisième année, le professeur Felix Frankfurter, futur juge à la Cour suprême des États-Unis, devint son mentor.
Grâce à un chaude recommandation de Frankfurter, Lilienthal fut embauché en 1923 par une firme d'avocats de Chicago dirigée par Donald Richberg. Spécialiste des lois sur le travail, Richberg donna un grand place à Lilienthal dans la rédaction du dossier de la firme en faveur du défendeur dans la cause Michaelson v. united States, 266 U.S. 42 (1924), une décision qui fait date car la Cour suprême des États-Unis maintint le droit de grève des travailleurs du chemin de fer lors d'un procès devant jury même s'il y a accusation d'outrage au tribunal. Richberg mandata également Lilienthal de rédiger la majeure partie de ce qui deviendra la Railway Labor Act de 1926 (une loi s'appliquant aux travailleurs des chemins de fer). En 1925, Lilienthal assista les avocats Clarence Darrow et Arthur Garfield Hays dans leur défense, couronnée de succès, de Ossian Sweet (en), un médecin afro-américain accusé à Détroit du meurtre d'un homme blanc membre d'une bande qui avait fait irruption dans sa maison. Lilienthal rédigea un article sur cette cause qui parut dans The Nation.
Lilienthal quitta la firme de Richberg en 1926 pour se spécialiser dans le domaine des lois sur les travaux publics. Il fut l'un des avocats qui travailla pour le compte de la ville de Chicago dans l'affaire Smith v. Illinois Bell Telephone Co., 282 U.S. 133 (1930), pour laquelle la Cour suprême des États-Unis rendit un verdict qui exigeait de remettre 20 millions $ US aux clients des sociétés téléphoniques qui avaient été surfacturés.
En 1931, le gouverneur républicain Philip La Follette lui demanda de faire partie de la Wisconsin Public Service Commission qui œuvrait à réformer les institutions de l'État,. En tant que membre de cette commission, Lilienthal fit augmenter son personnel et lança des enquêtes sur les sociétés fournissant le gaz de ville, l'électricité et le téléphonie au Wisconsin. En septembre 1932, la commission avait obtenu une diminution des tarifs totalisant plus de 3 millions $ US, montant versé à plus d'un demi-million de consommateurs, mais un projet de réduction des tarifs de téléphonie de la Wisconsin Telephone Company, une filiale de AT&T, de 12,5 % fut bloqué par les cours de justice du Wisconsin,. Après la défaite de La Follette lors des élections primaires républicaines de 1932, Lilienthal commença à rechercher une nomination dans l'administration de Franklin Delano Roosevelt.

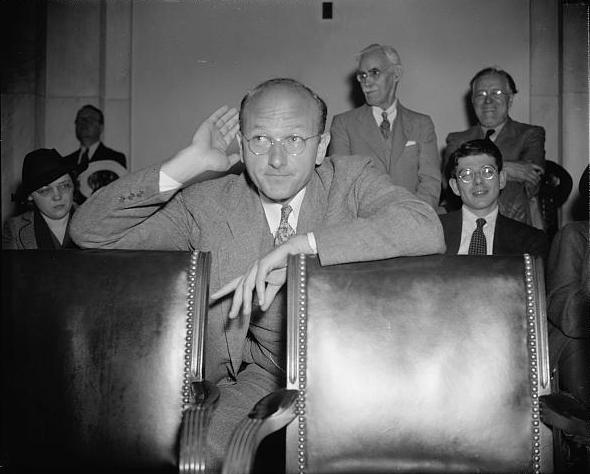
David E. Lilienthal écoute un témoignage lors d'une enquête du Congrès des États-Unis, en 1938, qui étudie des accusations portées contre la Tennessee Valley Authority par son ancien président, Arthur Ernest Morgan.

La Tennessee Valley Authority (TVA) fut établie dans le but de produire de l'hydro-électricité à faible coût pour les régions rurales de l'État du Tennessee. Pendant la Grande Dépression, plusieurs alliés de la TVA envisageaient plus que la production hydroélectrique ; ils souhaitaient que le gouvernement fédéral américain promulgue des lois qui obligent à moderniser les infrastructures de la région grâce à l'électricité et qui attirent des industries, dans le but d'améliorer l'économie régionale. En conséquence, la TVA mit en place des programmes d'éducation et un service de bibliothèque qui distribuait des livres dans les régions rurales éloignées. Cependant, des opposants à la TVA affirmèrent que celle-ci était hostile aux entreprises et socialiste.
Lilienthal obtint la présidence de la Tennessee Valley Authority (TVA) grâce à ses succès du temps qu'il était membre de la Wisconsin Public Service Commission. Son ancien mentor de la Harvard Law School, Frankfurter, milita également beaucoup en sa faveur.
En janvier 1946, après la Seconde Guerre mondiale, le sous-secrétaire d'État Dean Acheson demanda à Lilienthal de présider un groupe de cinq consultants devant aider un comité conseillant le président des États-Unis Harry S. Truman et le Secrétaire d'État James F. Byrnes sur les positions à prendre aux Nations unies sur la nouvelle menace des armes nucléaires. Selon Lilienthal,

« Ceux qui sont chargés de la politique étrangère -- le Secrétaire d'État (Byrnes) et le président -- n'avaient ni les faits ni la compréhension des conséquences des problèmes liés à l'énergie atomique, le plus sérieux des nuages suspendus au-dessus de la planète. Des commentaires... furent émis et continuent de l'être... sans même savoir de quoi diable on parle -- littéralement,,! »

Lilienthal fut fasciné et atterré par les informations sur la bombe atomique. Le 28 janvier 1946, il nota dans son journal :

« Aucun conte de fées que je lus dans mon enfance dans le ravissement et l'enchantement le plus complet, aucun roman d'espionnage, aucune histoire d'« horreur », ne peut se comparer de près ou de loin au compte rendu scientifique que j'ai écouté pendant six ou sept heures aujourd'hui [...] Je crois que je fus admis, par l'un des plus curieux hasards, derrière la scène du plus inspirant et terrible drame depuis qu'un homme primitif quelconque jeta, pour la première fois, un regard sur le feu,,. »

Les consultations menèrent à la rédaction d'un rapport de 60 pages, Report on the International Control of Atomic Energy, mieux connu sous le nom de « rapport Acheson-Lilienthal ». Publié en mars 1946, il proposait que les États-Unis mettent fin à leur monopole sur les armes nucléaires en échange d'un système international d'inspection et de contrôle strict des matériaux fissiles.

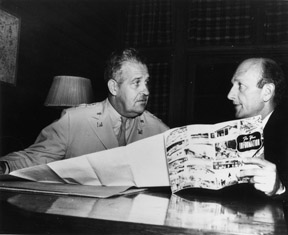
David E. Lilienthal (à la droite) rencontra le général Leslie Richard Groves (à la gauche), directeur du Projet Manhattan, à Oak Ridge, le 1er octobre 1946, pour discuter du transfert de la responsabilité de la technologie nucléaire à la Commission de l'énergie atomique des États-Unis, nouvellement créée.

Du 28 octobre 1946 au 15 février 1950, Lilienthal présida la Commission de l'énergie atomique des États-Unis (AEC). À ce titre, il fut l'un des pionniers dans le contrôle civil du programme nucléaire américain. Il souhaitait gérer un programme qui exploiterait les propriétés de l'atome dans des buts pacifiques, surtout par le biais de la production d'énergie nucléaire. Lilienthal devait s'assurer que le commandant en chef de l'armée, c'est-à-dire le président des États-Unis, puisse contrôler un nombre suffisant d'armes atomiques. En tant que président de l'AEC, en période de guerre froide, Lilienthal joua un rôle important en s'occupant des relations entre la communauté scientifique et le gouvernement américain.
Dans son livre de 1963, Change, Hope and the Bomb, Lilienthal critiqua l'industrie nucléaire pour sa gestion déficiente des déchets radioactif s. Il suggéra que le programme civil de gestion de l'énergie atomique soit arrêté jusqu'à ce que les dangers pour la santé publique soit éliminés. Lilienthal affirma qu'il serait irresponsable de construire des centrales nuclaéires de grandes tailles sans avoir mis au point une technologie de traitement sécuritaire des déchets nucléaires. Il ne rejetait pas en bloc l'exploitation de l'énergie nucléaire, il demandait seulement d'agir plus prudemment.
Lilienthal ne renouvela pas son mandat à l'AEC en 1950, préférant occuper un emploi plus payant. Il travailla pendant plusieurs années pour la banque d'investissement Lazard Freres, notant plus tard dans son journal intime qu'il s'ennuyait à mener une vie calme. En 1955, il fonda une firme d'ingénierie qui se spécialisa dans la production d'énergie et les travaux publics. Il put emprunter de l'argent grâce à l'aide de Lazard Freres et embaucha d'anciens collègues de la TVA. La société fut active un peu partout sur la planète.
En 1959, son gendre lui suggéra de rédiger des livres à partir de son journal intime. Lilienthal prit contact avec Cass Canfield, qui travaillait pour le compte de la maison d'édition Harper & Row. Cette dernière publia son journal en sept volumes entre 1964 et 1983, qui furent généralement bien reçus par la critique.
En 1980, Lilienthal vécut deux sérieux problèmes de santé, l'une demandant le remplacement d'une hanche et l'autre une opération pour corriger la cataracte d'un œil. Il eut besoin de béquilles et d'une canne pour marcher. Ses problèmes aux yeux lui interdirent de lire ou d'écrire, deux de ses plus meilleurs réconforts dans les moments de tension.
Il mourut en janvier 1981, pendant son sommeil.

## Distinctions
En 1951, Lilienthal reçut le Public Welfare Medal (en) de la National Academy of Sciences

## Publications
- (en) David E. Lilienthal, TVA : Democracy on the March, 1944

- (en) David E. Lilienthal, The Journals of David E. Lilienthal, Vol. I : The TVA Years, 1939-1945, Harper and Row, 1964 (OCLC 311554182)
- (en) David E. Lilienthal, The Journals of David E. Lilienthal, Vol. II : The Atomic Energy Years 1945-1950, Harper and Row, 1964 (OCLC 270757551)

- (en) David E. Lilienthal, The Journals of David E. Lilienthal, Vol. III : Venturesome Years 1950-1955, Harper and Row, 1966

- (en) David E. Lilienthal, The Journals of David E. Lilienthal, Vol. IV : The Road to Change 1955-1959, Harper and Row, 1971

- (en) David E. Lilienthal, The Journals of David E. Lilienthal, Vol. V : The Harvest Years 1959-1963, Harper and Row, 1971

- (en) David E. Lilienthal, The Journals of David E. Lilienthal. Vol. VI : Creativity and Conflict 1964-1967, Harper and Row, 1977

- (en) David E. Lilienthal, The Journals of David E. Lilienthal. Vol. VII : Unfinished Business, 1968-1981, Harper and Row, 1983

### Citations originales
1. ↑  (en) « Those charged with foreign policy -- the Secretary of State (Byrnes) and the President -- did not have either the facts nor an understanding of what was involved in the atomic energy issue, the most serious cloud hanging over the world.  Comments...have been made and are being made...without a knowledge of what the hell it is all about -- literally! »
2. ↑  (en) « No fairy tale that I read in utter rapture and enchantment as a child, no spy mystery, no "horror" story, can remotely compare with the scientific recital I listened to for six or seven hours today.
...I feel that I have been admitted, through the strangest accident of fate, behind the scenes in the most awful and inspiring drama since some primitive man looked for the very first time upon fire. »